# Bożena Popowska
Bożena Popowska (ur. 1949) – polska prawnik, specjalistka w zakresie publicznego prawa gospodarczego, od 2015 profesor nauk prawnych, od 1998 kierownik Zakładu Publicznego Prawa Gospodarczego Wydziału Prawa i Administracji UAM. Wykładowca w Collegium Polonicum w Słubicach.

## Życiorys
Studia prawnicze ukończyła w 1971 na Wydziale Prawa i Administracji UAM (praca magisterska pod kierunkiem Zygmunta Ziembińskiego), po czym została zatrudniona na macierzystym wydziale. Doktoryzowała się w 1980 na podstawie pracy "Wieloszczeblowość struktury przemysłu" (promotorem była Teresa Rabska). Jej rozprawa habilitacyjna z 1996 nosiła tytuł: "Ochrona prawna podmiotów zagranicznych w świetle ustawodawstwa gospodarczego". Wykładała w Wyższej Szkoły Zarządzania i Bankowości w Poznaniu.